# 유럽물리학회

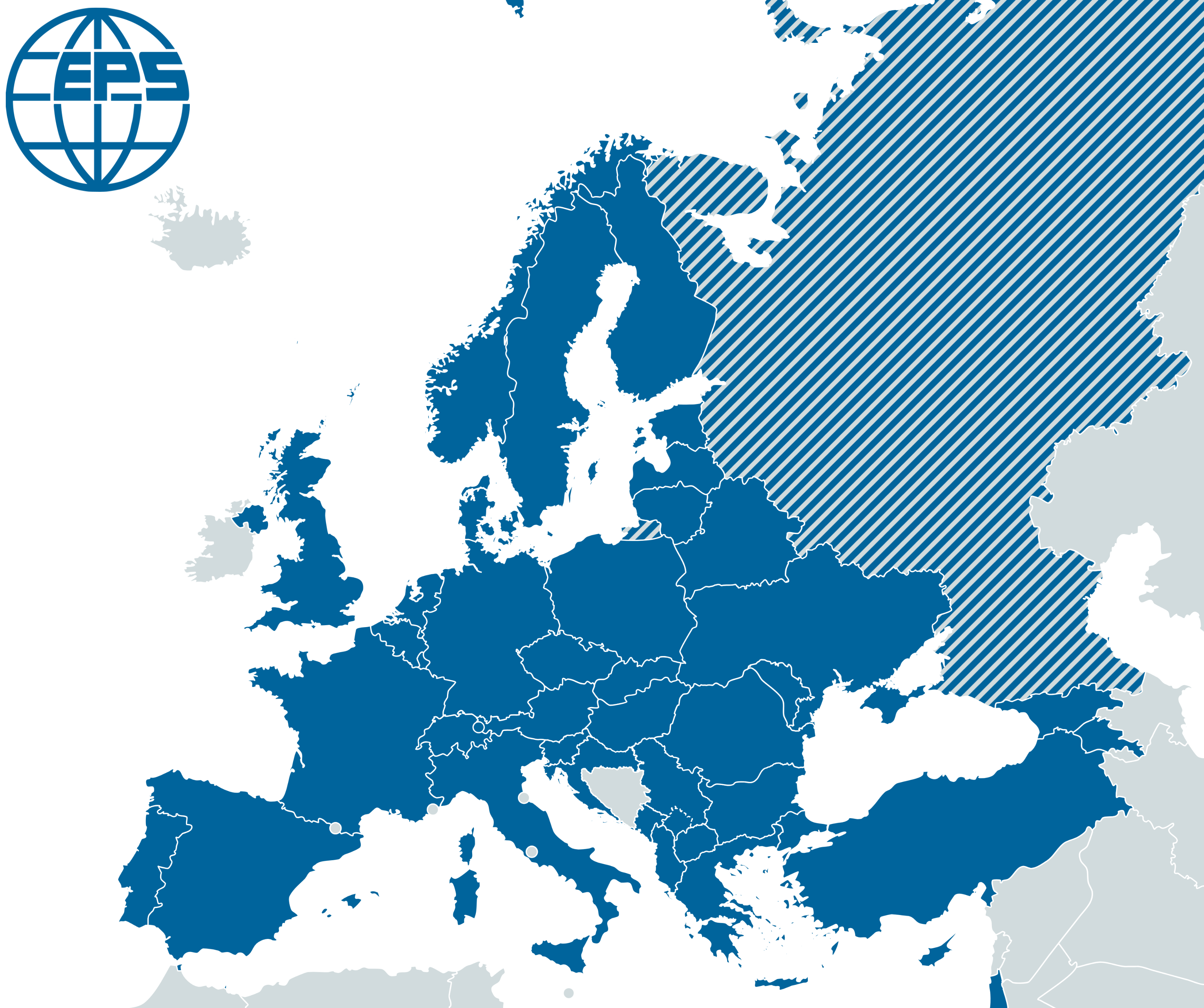

유럽물리학회(European Physical Society, EPS)는 물리학 지원, 물리학자가 유럽 과학 정책의 설계 및 구현에 참여할 수 있도록 지원, 물리학 연구 옹호 등의 방법을 통해 유럽의 물리학과 물리학자를 홍보하는 것을 목적으로 하는 비영리 조직이다. 1968년에 공식적으로 설립된 이 협회의 회원은 42개국의 국가 물리 학회와 약 3,200명의 개인 회원으로 구성되어 있다. 세계에서 가장 크고 오래된 물리학자 단체인 독일물리학회(Deutsche Physikalische Gesellschaft)가 주요 회원이다.